# Agrias sublesoudieri
Agrias sublesoudieri är en fjärilsart som beskrevs av Le Moult 1926. Agrias sublesoudieri ingår i släktet Agrias och familjen praktfjärilar. Inga underarter finns listade i Catalogue of Life.